# Изцелител (филм)
„Изцелител“, разпространяван официално като „Тайната съставка“ (на македонска литературна норма: Исцелител) е македонски филм от 2017 година. Сценарист и режисьор е Гьорче Ставрески, а главните роли се изпълняват от Благой Веселинов и Анастас Тановски.

## Състав
- Благой Веселинов – Веле
- Анастас Тановски – Саздо
- Аксел Мехмет – Джем
- Александър Микич – Мръсни
- Мирослав Петкович – Коки
- Диме Илиев – Тоде
- Симона Димковска – Яна

## Сюжет
Веле е нископлатен железопътен работник, който използва крадена марихуана, за да направи кекс за баща си и така да намали болката, която ракът му причинява. В един момент обаче се оказва заобиколен от престъпници, които го преследват за ценната пратка наркотик, и досадни съседи, които искат да научат рецептата за този „лечебен" кекс.

## Награди
- Международен филмов фестивал в Солун, 2017: Награда на публиката за балкански филм
- Средиземноморски филмов фестивал в Брюксел, 2017: Почетен диплом за сценарий
- София филм фест, 2018: Почетен диплом за балкански филм